# Конденсатор Зібольда

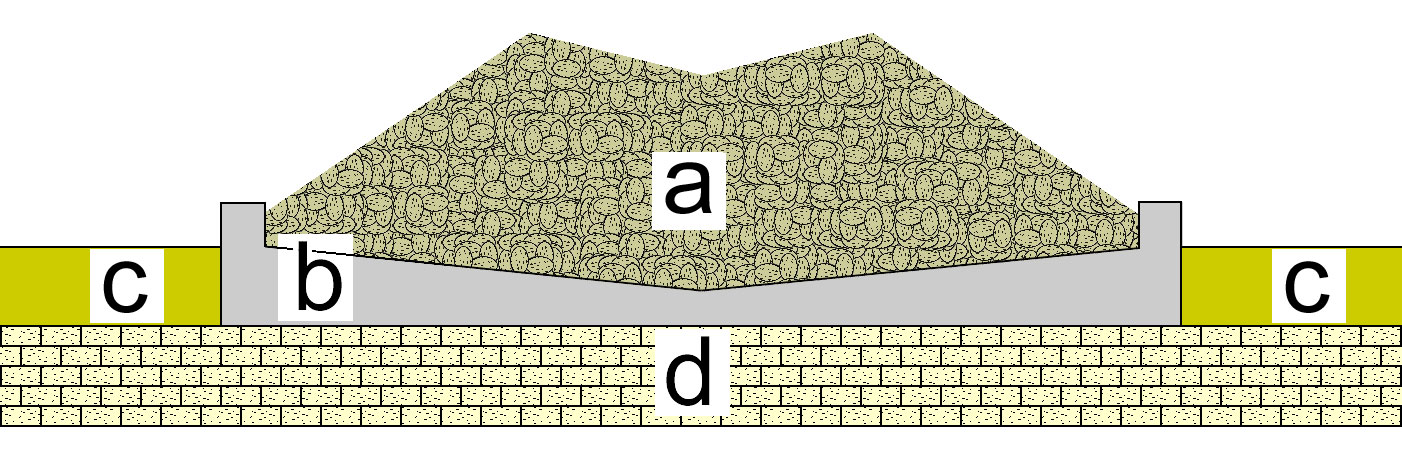
Секція конденсатора роси Зібольда. (а) — це усічений конус з пляжної гальки діаметром 20 метрів біля основи та 8 метрів у діаметрі вгорі. (b) являє собою бетонну чашу; труба (не показана) веде від основи чаші до місця збору. (c) — рівень землі, (d) — природна вапнякова основа

Конденсатор Зібольда (або Чаша Зібольда) — конденсаційний колодязь, споруда з нескріплених каменів у Феодосії, яка збирає воду шляхом конденсації вологи з нагрітого повітря на більш холодну поверхню каменів.

## Історія створення
У 1900 році біля міста Феодосії Федір Іванович Зібольд, який був лісничим та інженером, виявив тринадцять великих куп каміння. Кожна кам'яна купа покривала трохи понад 900 квадратних метрів і була близько 10 метрів у висоту. Знахідки були пов'язані із залишками теракотових труб діаметром 75 міліметрів, які, очевидно, вели до криниць та фонтанів у місті. Зібольд дійшов висновку, що ці купи каміння — це конденсатори, які забезпечували Феодосію водою; і підрахував, що кожна свердловина щодня виробляла понад 55400 літрів води.
Щоб перевірити свою гіпотезу, Зібольд побудував кам'яно-ворсовий конденсатор на висоті 288 метрів на горі Тепе-Оба поблизу Феодосії. Конденсатор Зібольда був оточений стіною заввишки 1 метр, шириною 20 метрів, навколо зони збору води у формі чаші з дренажем. Він використав морські камені діаметром 10–40 сантиметрів, складені у формі зрізаного конуса, заввишки 6 метрів, з діаметром угорі — 8 метрів. Форма кам'яної купи дозволяла хороший потік повітря з мінімальним тепловим контактом між камінням.
Конденсатор Зібольда почав працювати в 1912 році з максимальним щоденним виробництвом, яке, за оцінками, становило 360 літрів. Згодом у пристрої з'явилися протікання, через які експеримент припинили в 1915 році й конденсатор був частково демонтований перед тим, як його закинули.
Споруду було розчищено і відкрито для відвідувачів у 1993 році. Конденсатор Зібольда був приблизно такого ж розміру, як знайдені древні кам'яні купи, і хоча його ефективність була набагато меншою, ніж розрахована Зібольдом, експеримент слугував натхненням для подальших розробників. У Франції до теперішнього часу працюють штучні конденсатори системи Зібольда.

## Розташування
Чаша Зібольда знаходиться на схилі плоскої вершини гори Тепе-Оба приблизно на висоті 150 м над рівнем моря. З вершини гори Тепе-Оба (289 м) в напрямку мису Святого Іллі йде стара дорога. Якщо спускатися вниз цією дорогою, то зліва буде Феодосія, а в заростях справа в декількох метрах від дороги — чаша Зібольда.